# Impasse des Belles-Feuilles
Impasse des Belles-Feuilles är en återvändsgata i Quartier de la Porte-Dauphine i Paris sextonde arrondissement. Gatans namn, "de vackra lövens återvändsgata", syftar på en närbelägen, numera försvunnen, park. Impasse des Belles-Feuilles börjar vid Rue des Belles-Feuilles 48.

## Omgivningar
- Saint-Honoré-d'Eylau (gamla kyrkan)
- Saint-Honoré-d'Eylau (nya kyrkan)
- Place Victor-Hugo
- Place Jean-Monnet

## Bilder
| - Gatuskylt. - Saint-Honoré-d'Eylau (gamla kyrkan). - Saint-Honoré-d'Eylau (nya kyrkan). - Place Victor-Hugo. |

## Kommunikationer
- Tunnelbana – linje  – Porte Dauphine
- Tunnelbana – linje  – Victor Hugo
- Busshållplats Place Jean-Monnet – Paris bussnät

### Webbkällor
- ”Impasse des Belles-Feuilles”. Mairie de Paris. https://web.archive.org/web/20160303215653/http://www.v2asp.paris.fr/commun/v2asp/v2/nomenclature_voies/Voieactu/0824.nom.htm. Läst 21 november 2023.
- ”Impasse des Belles-Feuilles (16ème arrondissement)”. Les rues de Paris. https://web.archive.org/web/20160406120121/http://www.parisrues.com/rues16/paris-16-impasse-des-belles-feuilles.html. Läst 21 november 2023.